# Oosterse holenduif
De oosterse holenduif (Columba eversmanni) is een vogel uit de familie van duiven (Columbidae). De wetenschappelijke naam van de soort werd in 1856 gepubliceerd door Charles Lucien Bonaparte, die deze vogel noemde naar de Duitse bioloog Eduard Friedrich Eversmann. Het is een door jacht en habitatverlies kwetsbaar geworden vogelsoort voorkomt in het zuiden en oosten van Azië.

## Kenmerken
De vogel is 30 cm lang en lijkt sterk op de in Europa voorkomende (gewone) holenduif. De vogel is merendeels grijs, maar heeft een bruinachtige glans op de bovendelen. De ondervleugel, stuit en onderrug zijn witachtige. Kenmerkend zijn de gele ogen en gele oogring.

## Verspreiding en leefgebied
Deze soort komt voor van noordoostelijk Iran tot Siberië, noordwestelijk India en westelijk China. De leefgebieden van deze vogel in droge gebieden, ook in cultuurlandschappen en in de buurt en van menselijke nederzettingen. De vogel nestelt in holle bomen, maar ook in gebouwen, elektriciteitsmasten, rotsspleten en holen in de grond van bijvoorbeeld rivieroevers. In de winter verblijven de vogels in open gebieden met her en der boomgroepen.

## Status
De grootte van de populatie werd in 2022 door BirdLife International geschat op 10 tot 20 duizend volwassen individuen. De populatie-aantallen nemen af door jacht (vooral in het overwinteringsgebied) en habitatverlies. Het leefgebied wordt aangetast door het in cultuur brengen van extensief gebruikt land waarbij boomgroepen worden verwijderd en ontbost land plaats maakt voor intensief agrarisch gebruikte landerijen. Om deze redenen staat deze soort als kwetsbaar op de Rode Lijst van de IUCN.